# Amer
Amer es un municipio y localidad española de la provincia de Gerona, en Cataluña. Situado al norte de la comarca de la Selva, en el límite con las de La Garrocha y el Gironés, cuenta con una población de 2415 habitantes (INE 2024).

## Historia
Desde tiempos inmemoriales el territorio de Amer ha estado poblado, agrupando el pueblo y creando el actual pueblo. En un principio la localidad tuvo un fuerte crecimiento, apareciendo en el siglo XII los primeros detalles de su mercado semanal. Desde el principio hasta la actualidad, el municipio ha estado marcado por varios momentos históricos, como el terrremoto de 1427.

### Antigüedad
Las trazas más antiguas de poblamiento humano en Amer se encuentran en los riscos de San Roque, en el extremo noreste del municipio. En una cavidad conocida con el nombre de Balma de la Chimenea ha sido localizado un yacimiento del paleolítico superior donde se han exhumado restos de industria lítica y de fauna. En la otra vertiente, y más concretamente en lo desconocido pero a la vez prolífero yacimiento Neolítico del Puig de les Sorres  es donde aparecen otros restos más contemporáneos en edad de la misma época también se conocen restos en antiguas colecciones privadas procedentes de otras zonas de la localidad de Amer, como por ejemplo  Sant Climent d'Amer.
También cabe destacar la presencia de diferentes estrucrutras dolménicas prácticamente arrasadas. Siguiendo con el listado de yacimientos arqueológicos, en el Cau Negre de Sant Roc, en 1981 se excavó lo que parecían los restos de una incineración del Bronce Final (1200-650 aC). De la época ibérica se encuentran importantes vestigios en la cima del Puiggalí, de otro modo conocido como Puig Dalí o simplemente poblado ibérico de Amer  a levante del término, una elevación estratégicamente situada entre los valles del Ter, del Llémena y del Brugent, con un amplio dominio visual. Varias recogidas de material y alguna estructura todavía visible permiten avanzar la existencia en el lugar de un poblado ibérico, pero lo más interesante es la existencia de una torre rectangular de 9,70 x 7,75 m que, a falta de excavaciones arqueológicas, puede interpretarse como una torre romana de vigilancia de los siglos II-I a. C.

### Época Moderna
En el siglo XVIII Amer creció de un modo importante alrededor de su plaza mayor y se pavimentaron con adoquines varias calles al estilo de Girona.
En septiembre del año 1926 hubo unas fuertes riadas, conocidas en Cataluña como aguaceros de San Ramón. Éstas en Amer no ocasionaron víctimas mortales, pero sí unos destrozos importantes, llevándose los puentes y modificando sensiblemente el cauce del río Brugent. Río abajo ya en el Ter afectó a Girona. Este hecho fue fotografiado por Valentí Fargnoli y Anneta.
De este pueblo es común una antigua danza (sardana) de nombre La Sardana del Alcalde.

## Etimología
El origen del topónimo de Amer es algo desconocido. Existen varias teorías que explicarían su origen:
1. La primera es que proviene del latín aquae merae, que significa "aguas estancadas". Esta teoría es propuesta por Manuel de Montoliu (1877-1961).[6]
2. La otra sostiene que proviene de un nombre de persona latino, Amarius, derivado de Amarus. [6]
3. Otra teoría es que el término proviene del río Amera, tal y como se denominaba antiguamente al río Brugent, que atraviesa el valle.[7]

## Geografía
El término municipal de Amer se encuentra en el extremo nororiental de la comarca de La Selva, fronterizo con La Garrocha al norte y el Gironés al este.
La mayor parte del término está bien definida orográficamente, ya que se extiende por la totalidad del valle bajo del Brugent. El río atraviesa el término de norte a sur hasta El Pasteral, donde se junta con el río Ter, del cual es afluente. A poniente, el valle queda delimitado por la sierra de las Guillerías: los vesantes orientales del llano de San Martín Sacalm al norte (800 m s. n. m.), y los picos de Sorres y de Saleres Velles al sur, con los puntos culminantes del Puig Bernat (767 m s. n. m.) y del Puig d'Estela. A levante se alza el escarpado de Santa Brígida, que se alarga hacia el mediodía hasta los Tres Rocs (496 m s. n. m.) y el Puig d'Alia (469 m s. n. m.), desde donde gira hacia el este siguiendo la línea de los riscos de la Barroca.

## Demografía
Amer cuenta con una población de 2415 habitantes (INE 2024).
| Gráfica de evolución demográfica de Amer entre 1842 y 2021 |
| |
| Población de derecho según los censos de población del INE Población de hecho según los censos de población del INEEntre el censo de 1991 y el anterior, disminuye el término del municipio porque transfiere entidades para formar Sant Juliá del Llori Bonmati |

## Economía
Economía muy diversificada con agricultura de secano y de regadío; ganadería bovina, ovina y porcina; industria textil, papelera, alimentaria y químico-veterinaria; embotellamiento de aguas minerales y turismo.

## Comunicaciones
Atravesado por la carretera C-63, de Santa Coloma de Farnés a Olot. Antigua estación de ferrocarril de la línea Gerona-Olot.

## Patrimonio

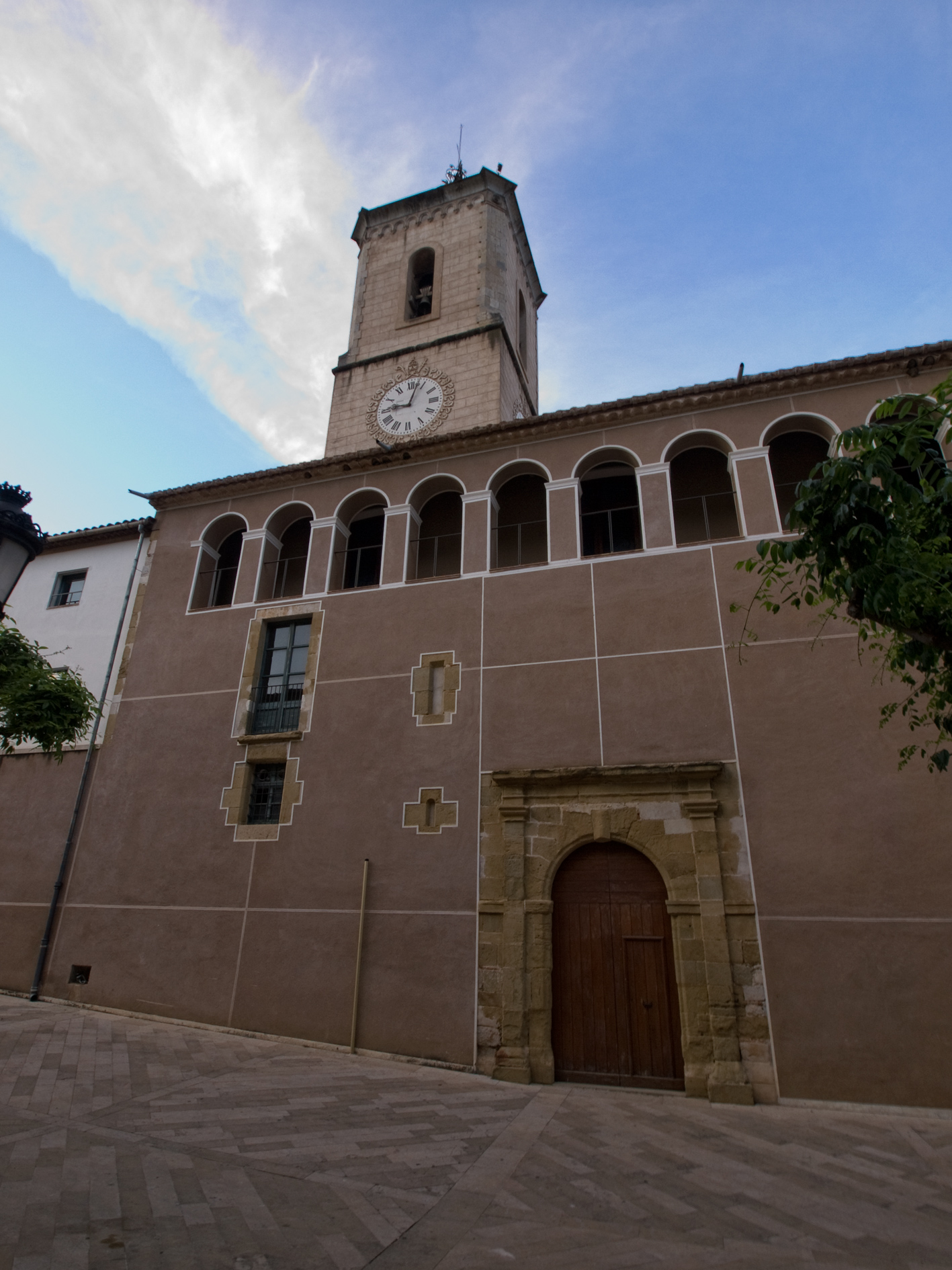
Monasterio de Santa María

- Monasterio de Santa María, con iglesia de estilo románico.
- Plaza porticada.
- El Sirénido de Santa Brígida.[10]
- Font Picant
- Ermita de Santa Brígida.[11]
- Las tres rocas.
- Archivo fotográfico Joan López Grau.
- El Museo Etnológico Lluís Sidera i Pujolràs.
- La fuente del músico.